# Xã Freedom, Quận Henry, Ohio
Xã Freedom (tiếng Anh: Freedom Township) là một xã thuộc quận Henry, tiểu bang Ohio, Hoa Kỳ. Năm 2010, dân số của xã này là 946 người.